# 三劍紀念碑

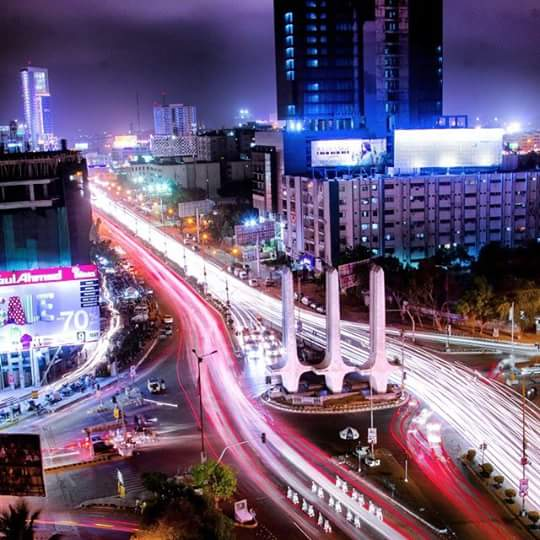
夜景

三劍紀念碑（烏爾都語：تين تلوار‬）是位於巴基斯坦卡拉奇的紀念碑。紀念碑由三把大理石劍構成，上分別刻有刻有巴基斯坦國父穆罕默德·阿里·真納提出的國家格言「虔誠，統一，戒律」。紀念碑於1973年受巴基斯坦前總統兼總理佐勒菲卡爾·阿里·布托委託，由瑣羅亞斯德教建築師Minu Mistri設計。